# Del (geografie)
Del, delle of delling ('glooiing') is een Nederlands begrip voor een kleine komvormige laagte of kuil.
Het wordt hoofdzakelijk gebruikt voor een komvormige laagte aan het begin van een glaciaal gevormd dal in een stuwwal of plateau, of door wind uitgeblazen holtes in het duinlandschap.
Het wordt soms als synoniem van dal ('de dellen' als 'de dalen') gebruikt en valt terug te zien in een groot aantal namen, zoals het natuurgebied 'De Dellen' bij de Limburgse plaats Meerssen en het natuurgebied 'Meijendel' bij Wassenaar.
In het Zoniënwoud heeft men ook verscheidene dellen, zoals de Flossendelle.
Ook de laaggelegen, drassige terreinen in het rivierengebied, die ontstaan zijn door afgraving ten behoeve van de ophoging en aanleg van terpen, worden dellen genoemd. Vaak werden de terreinen vervolgens met hakhout beplant. Enkele voorbeelden zijn bijvoorbeeld te zien bij Bruchem, Kerkwijk en Gameren.